# 南走平家
南走平家（なんそうへいけ）とは、壇ノ浦の戦いに赴いた平家は影武者であり、安徳天皇を含む本隊は沖縄に船団で南下して渡り、沖縄王朝の初代となる舜天王統となったという説をいう。

## 概要
沖縄の正史である中山世鑑には、舜天王統は西暦1187年に建国されたと記されており、これは壇ノ浦の戦いの２年後となる。『中山世鑑』を編纂させた羽地朝秀は、源為朝が沖縄に渡ったという伝説を採用し、南走平家が沖縄に来た痕跡を伏せたが、これは薩摩支配に対する政治的配慮との見方がある。奥里将建によれば、実際には沖縄本島の平良（たいら）の地名を消し、自分の領地である羽地のタイラは田井等（タイラ）と地名を変えたとの伝承を著書により紹介している。

### アマミキヨの伝来
南走平家の説を唱える大川純一によれば、中山世鑑に書かれる「長男・天孫の家系は、25代・17802年間続いた。」との記述はアマミキヨと呼ばれる王統を指し、17802年と書かれている「年」は「旬」意味であり、旬とは上旬・中旬・下旬と１月に３回あり、17802旬は495年もしくは488年を意味するとした。これより沖縄に到来したアマミキヨは西暦692年（もしくは699年）に、九州の鹿児島からやってきた隼人族であるとし、その後の隼人の反乱により逃れてきた多くの隼人族が沖縄に至ったとしている。